# Кхао Яй
Кхао Яй — найстаріший та найпопулярніший національний парк Таїланду.

## Території парку
Займає площу 1 353 472 рай ~ 2166 квадратних кілометрів. Це один з найбільших нетронутих мусонних лісів у Азії. Найвища гора парку — Кхао Ром 1351 м. Основиний в'їзд знаходиться зі сторони міста Пак Чонг провінції Накхон Ратчасіма. Частини парку знаходяться у провінціях Сарабурі, Прачинбурі, Накхон Найок.

Туристичний автобус і місцевий провідник

## Біота

### Флора
У парку наявні п'ять різних природних зон — вічнозелені джунглі (100 м — 400 м), напіввічнозелені джунглі (400 м — 900 м), листопадний ліс (північні схили гір 400 м — 600 м), гірські ліси (від 1000 м) та савани.
Серед рослин парку - деревовида папороть Cibotium barometz.

### Фауна
Близько 200 лісових слонів проживають у парку. Серед інших савців зустрічаються такі види як: тигр, леопард, ведмідь, гаур, гавкаючий олень (мунтжак), гібон, макака північний (Macaca leonina), ратуфа двоколірна (Ratufa bicolor), їжатець малайський (Hystrix brachyura), самбар індійський (Cervus unicolor). Біля парку знаходиться печера в якій проживає 2 мільйони кажанів (Tadarida plicata). Щовечора близько 17:30 вони масово вилітають на полювання, утворюючи довжелезну смугу в небі. Це видовище триває близько півгодини.
У парку проживає 392 види птахів: червоноголовий трогон (Harpactes erythrocephalus), бджолоїдка (Merops leschenaulti), великий птах-носоріг (Buceros bicornis), азійський дятел (Megalaima faiostricta), вусатий дятел (Megalaima incognita), оранжевоголовий дрізд (Zoothera citrina). У парку найбільша в Таїланді популяція птахів-носорогів.
З плазунів зустрічаються: смугастий варан (Varanus salvator), куфія (Trimeresurus).

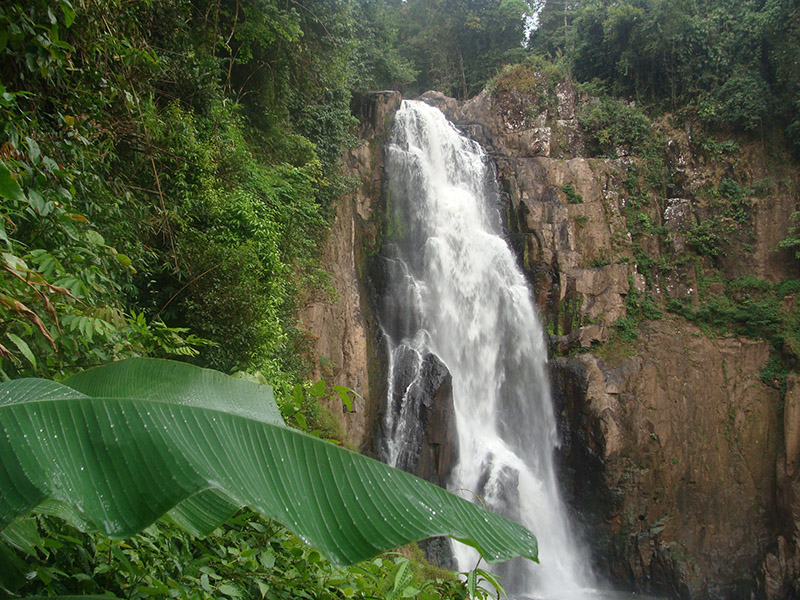
Водоспад Хео Нарок

## Водоспади
Туристичною принадою парку також є його водоспади. Найбільший Хео Нарок — 150 метрів. Водоспад Хео Суват має всього 20 метрів, проте він знаходиться понад живописним озером. На цьому водоспаді знімали сцени фільму Пляж (The Beach, 2000). Поруч з ним можна відвідати водоспади Хео Сай та Хео Пратхун.